# Bright Midnight: Live in America
Bright Midnight: Live in America es un álbum en vivo de la banda estadounidense The Doors, lanzado en el 2001. El disco consta de un compilado de presentaciones en diferentes ciudades de los Estados Unidos entre 1969 y 1970. Fue lanzado por Elektra Records en formato CD Edición Limitada.

## Lista de canciones
Todas las canciones escritas por Jim Morrison, Robby Krieger, Ray Manzarek y John Densmore, excepto donde se especifica.
1. "Light My Fire" (Robby Krieger) − 11:26
2. "Been Down So Long" (Jim Morrison) − 7:28
3. "Back Door Man" (Willie Dixon, Chester Burnett) − 2:24
4. "Love Hides" (Morrison) − 2:23
5. "Five to One" (Morrison) − 5:11
6. "Touch Me" (Krieger) − 3:33
7. "The Crystal Ship" (Morrison) − 2:58
8. "Break On Through (To the Other Side)" (Morrison) − 4:24
9. "Bellowing" − 1:31
10. "Roadhouse Blues" (Morrison) − 6:55
11. "Alabama Song (Whisky Bar)" (Bertolt Brecht, Kurt Weill) − 1:55
12. "Love Me Two Times" (Krieger) / "Baby, Please Don't Go" (Big Joe Williams) / "St. James Infirmary Blues" (Irving Mills) − 8:51
13. "The End" − 16:16

## Personal
- Jim Morrison – Voz
- Ray Manzarek – Teclado
- Robby Krieger – Guitarra
- John Densmore – Percusión

- Bruce Botnick – Producción
- Danny Sugerman – Mánager